# سرو هملايا
سَرو حَمَلايا أو سرو الهملايا (الاسم العلمي Cupressus torulosa)، شجرة سبروتية في الأقاليم الباردة والمعتدلة، جادحة في الأقاليم الحارة. مهدها الهملايا. تعلو من 25 إلى 30 م. بنائقها نظامية، قياسية، دقيقة القد، فستقية اللون. أفنادها وخراعيبها متدلية. أوراقها شديد الصفر عابقة الخضار. ازهارها الذكرية صفراء اللون أما الأنثوية فإلى الزرقة البنفسجية. خشبها أحمر اللون ناعم الرقعة. اكرازها صغيرة. جراهاتها مقرنة.